# NGC 3842
NGC 3842 is een elliptisch sterrenstelsel in het sterrenbeeld Leeuw. Het hemelobject werd op 26 april 1785 ontdekt door de Duits-Britse astronoom William Herschel.

## Synoniemen
- UGC 6704
- MCG 3-30-72
- ZWG 97.95
- PGC 36487